# おきちどり (掃海艇)
おきちどり（ローマ字：JDS Okichidori, MS-68、MSA-451、ASM-72）は、海上自衛隊の掃海艇。前身は、大日本帝国海軍が建造した雑役船（200トン型飛行機救難船）「公称1090号」。

## 概要
本艇は、旧日本海軍において飛行機の救難任務に用いられていた200トン型飛行機救難船の1隻である。戦後海上保安庁において掃海任務に用いられた後、保安庁警備隊を経て海上自衛隊に移管された。
海上保安庁時代から能力的に掃海作業よりも母船任務の方が主だったと思われ、海上自衛隊に移管後も1961年に特務艇へ類別変更されるまでは掃海艇籍であったが、既に前年から実用実験隊で各種試験の支援にあたっていた。
1970年3月31日に除籍され、1972年に横須賀で解体された。

## 艦歴
1939年8月15日、大日本帝国海軍雑役船（200トン型飛行機救難船）「公称1090号」として竣工（鶴見製鉄造船）。
海上保安庁の「おきちどり」となり掃海作業に従事（年月日不詳）。
1952年8月1日、保安庁警備隊に移管され掃海船「おきちどり」（MS-68）となる。
1954年7月1日、海上自衛隊設置に伴い掃海艇に類別変更。
1960年1月、実用実験隊配備。
1960年10月、記号（MSA-451）を付与。
1961年4月1日、特務艇（ASM-72）に類別変更。
1970年3月31日、除籍。
1972年、横須賀で解体。

## 登場作品

### 映画
『駆逐艦雪風 (映画)』（山田達雄監督、長門勇主演、1964年）
- 大日本帝国海軍の駆逐艦「雪風」の戦歴を題材にした佐野芸術プロダクション製作、松竹配給の戦争映画。劇中に登場する小型艦役として「おきちどり」が登場している。